# Colomi
Colomi är en ort i Bolivia.   Den ligger i departementet Cochabamba, i den centrala delen av landet, 200 km norr om huvudstaden Sucre. Colomi ligger 3 444 meter över havet och antalet invånare är 3 921.
Terrängen runt Colomi är varierad. Närmaste större samhälle är Sacaba, 18,9 km väster om Colomi. 
Trakten runt Colomi består i huvudsak av gräsmarker. Runt Colomi är det ganska tätbefolkat, med 129 invånare per kvadratkilometer.